# Huset under Gutenberg
Huset under Gutenberg (polsk Dom pod Gutenbergiem) ligger ved Piotrkowska-gaden 86 i Łódź, og regnes for at være en af gadens mest effektfulde bygninger.
I 1893 købte trykkeren og grundlæggeren af Łódź’ første avis Jan Petersilge en grund med allerede eksisterende bygninger, hvor han bestemte sig for at bygge et fronthus. Murstenshuset blev bygget i 1896 efter tegninger af arkitekterne Kazimierz Sokołowski og Francziszek Chełmiński. 
Bygningen bærer præg af flere historiske stile – fra gotisk til manieristisk arkitektur – og er et godt eksempel på eklekticisme. Elevationen er rigt ornamenteret med blade, blomster, vingede skikkelser, maskaroner, latinske indskrifter og en ugle. I bygningens midterdel er der en statue af Johann Gutenberg, og mellem vinduerne findes medaljoner med portrætter af andre kendte personligheder tilknyttet bogtrykkerkunsten: Albrecht Dürer, Johann Fust, Peter Schöffer, Alois Senefelder, Johann Breitkopf, Charles Stanhope og Louis Daguerre.
I stueetagen ligger "Światowid", som er en af byens mere genkendelige boghandlere.
51°46′0.4″N 19°27′25.3″Ø / 51.766778°N 19.457028°Ø